# M/S Katarina
M/S Katarina är ett finländskt skolfartyg, som tidigare var det tredje i ordningen av finländska havsforskningsfartyg och det andra med namnet Aranda. Hon byggdes 1953 på Valmets Skatuddenvarvet i Helsingfors för Havsforskningsinstitutet för att ersätta S/S Aranda, som hade överlämnats som del av Finlands krigsskadestånd till Sovjetunionen 1945. Hon byggdes för att vintertid tjänstgöra som lastfartyg och passagerarfartyg i Åbo skärgård.
Fartyget användes av Havsforskningsinstitutet fram till 1989. Fartyget såldes och döptes om till M/S Katarina och är skolfartyg för sjöfartsutbildning i Kotka, numera för Sydöstra Finlands yrkeshögskola.
Hon byggdes som ett isgående fartyg och har propellrar både förut och akterut. Hon drivs dieselelektriskt och är utrustad med en fyrcylindrig Wärtsilä 4R22HF och en åttacylindrig Wärtsilä 8R22HF. Akterpropellermotorn har 855 kW effekt och bogpropellermotorn 630 kW. M/S Katarina har också en bogpropeller och rörlig akterpropeller, bägge med 215 kW effekt. 